# جان آرباکل
جاناتان کیو. آرباکل (به انگلیسی: Jonathan Q. Arbuckle) یک شخصیت خیالی از کمیک استریپ گارفیلد اثر جیم دیویس است. او همچنین در مجموعه انیمیشنی تلویزیونی گارفیلد و دوستان و نمایش گارفیلد، دو لایو اکشن تولید شده توسط کامپیوتر و سه فیلم کاملا کامپیوتری حضور دارد.
جان صاحب گارفیلد می‌باشد که اغلب و ندانسته توسط او و اودی مورد تمسخر قرار می‌گیرد. او یک کاراکتر حرفه‌ای است و تا حد زیادی دمدمی مزاج معرفی می‌شود که از نظر اجتماعی غافل است، به‌خصوص درمورد زنان.

## داستان
جان صاحب گارفیلد و مثلاً ارباب خونه‌ست، که البته گارفیلد قبلاً بهش ثابت کرده ارباب واقعی خونه کیه! جان یک ناشی به تمام معناست. اون به گارفیلد و اودی غذا می‌ده و هم‌صحبت گارفیلد به حساب میاد. با اینکه نمی‌تونه حرف‌های اونو بشنوه ولی به نظر میاد به خوبی می‌تونه ذهن‌خونی کنه و صحبت‌های گارفیلد رو حدس بزنه. اون تو ارتباط برقرار کردن با دیگران، مخصوصاَ لیز، مشکل داره. اکثر مواقع قربانی شوخی‌های گارفیلد می‌شه. جان یه کارتونیسته و اونقدر پول در میاره که می‌تونه شکم گارفیلد رو سیر نگه داره! جان متولد ۲۸ جولایه و از سال ۱۹۷۸ با گارفیلد زندگی می‌کنه.